# Johannes Janssen

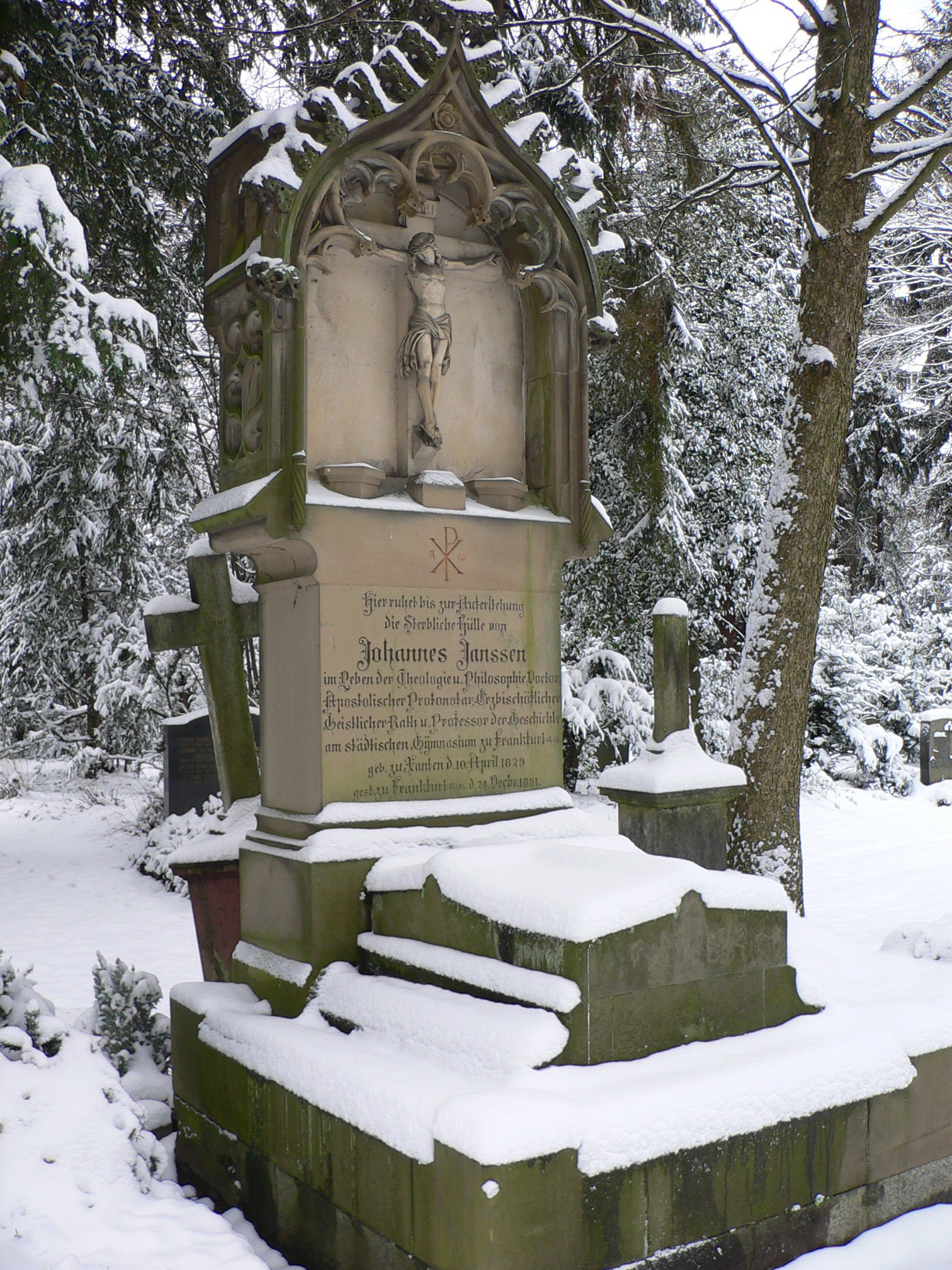
Johannes Janssens grav i Frankfurt am Main.

Johannes Janssen, född 10 april 1829 i Xanten, död 24 december 1891 i Frankfurt am Main, var en tysk historiker. 
Janssen studerade romersk-katolsk teologi, historia och språkvetenskap i Münster, Leuven, Bonn och Berlin, var därefter lärare och blev 1854 professor i historia vid stadsgymnasiet i Frankfurt am Main, där han anslöt sig till den bekante hävdaforskaren Johann Friedrich Böhmer. År 1860 blev han prästvigd, 1875–1876 tillhörde han preussiska deputeradekammaren, och 1880 utnämndes han till påvlig protonotarie. Han var en av den ultramontana hävdaforskningens främsta målsmän och blev vid flera tillfällen erbjuden platsen som arkivarie vid Vatikanens arkiv samt vid Josef Hergenröthers död (1890) kardinalshatten, en utmärkelse, som han dock avböjde. 
Janssens berömdaste arbete är Geschichte den deutschen Volkes seit dem Ausgange des Mittelalters (åtta band, 1876–1894, band 7 och 8 utgivna av Ludwig von Pastor; många upplagor), vilket sträcker sig till 1618. Särskilt intresse har den skildring av medeltidens sista sekel, som finns i verkets första del. I motsats till den äldre protestantiska hävdateckningen skildrar han det religiösa, vetenskapliga och konstnärliga livet i Tyskland vid 1500-talets början i mycket ljusa färger och låter denna lovande utveckling avbrytas och förstöras av reformationen. 
Trots att den är starkt tendentiös, ger nämnda arbete värdefulla korrektiv till den traditionella uppfattningen. Särskilt den i andra och tredje bandet förekommande ensidiga teckningen av reformatorerna gav upphov till en vidlyftig vetenskaplig fejd, i vilken Janssen själv deltog med stridsskrifterna An meine Kritiker. Nebst Ergänzungen und Erläuterungen zu den drei ersten Banden meiner Geschichte des deutschen Volkes (1882) och Ein zweites Wort an meine Kritiker (1883).

## Övriga skrifter (i urval)
- Frankreichs Rheingeluste und deutschfeindliche Politik in früheren Jahrhunderten (1861; ny upplaga 1883)
- Schiller als Historiker (1863; ny upplaga 1879)
- Frankfurts Reichskorrespondenz von 1376-1519 (två band, 1863–1873)
- Zur Genesis der ersten Theilung Polens (1865)
- Gustav Adolf in Deutschland (1865)
- Karl der große (1867)
- Zeit- und Lebensbilder (1875; fjärde upplagan 1889, två band)
- Friedrich Leopold Graf zu Stolberg (1876–1877; tredje upplagan 1882)